# Anton Žlogar
Anton Žlogar (Isola, 24 novembre 1977) è un allenatore di calcio ed ex calciatore sloveno, di ruolo difensore.

## Carriera

### Giocatore

#### Club
Cresce calcisticamente nel settore giovanile dell'Izola squadra con cui fa il suo esordio nella Serie A slovena a soli 16 anni. Rimane con il sodalizio del litorale adriatico dal 1983 al 1995.
Dal 1995 al 1998 passa al Primorje Ajdovščina, poi si trasferisce all'ND Gorica, società nella quale gioca sino al 2001.
Dal 2001 al 2005 si sposta nella capitale giocando per l'Olimpia Lubiana.
Nell'estate del 2005 si trasferisce a Cipro. Qui gioca, sempre nella massima serie, con Paralimni, Anorthosis Famagosta, Omonia Nicosia e Alki Larnaca.
Dal 2011 al 2013 gioca in Serie D con la maglia del Pordenone. Approda al Kras Repen nell'estate del 2013, dove nel 2014 termina la carriera.

#### Nazionale
Ha collezionato 37 presenze e un gol con la nazionale slovena.

### Allenatore
Il 25 novembre 2014 diventa il nuovo l'allenatore del Kras Repen, formazione della provincia di Trieste in Serie D. Nel 2016 dà le dimissioni.